# 모두 함께 부스누!

《모두 함께 부스누!》(영어: BooSnoo!)은 영국의 애니메이션으로, 2001년6월 27일부터 현재까지 산리오에서 방영했다.

## 방송 일시
| 방송 채널 | 방송일                     | 방송 시간 |
| --------- | -------------------------- | --------- |
| EBS 1TV   | 2024년 8월 26일 ~ 11월 4일 | 종료      |

## 스태프

### 우리말 제작
- 원제: BooSnoo, Thunderbird Rights Management Inc. (캐나다)
- 기획: 권혁미
- 컴퓨터 그래픽: 정동욱
- 문자 그래픽: 유희경
- 기술감독: 제승명
- 연출: 정애진
- 기획: EBS

## 방영 목록
| 화차       | 제목              | 방송 일자        |
| ---------- | ----------------- | ---------------- |
| 1화        | 톱니바퀴음악      | 2024년 8월 26일  |
| 2화        | 골프무지개        | 2024년 8월 27일  |
| 3화        | 우주서커스        | 2024년 9월 2일   |
| 4화        | 길모양            | 2024년 9월 3일   |
| 5화        | 출발 정지기차     | 2024년 9월 9일   |
| 6화        | 거울비디오 게임   | 2024년 9월 10일  |
| 7화        | 회전소리 만들기   | 2024년 9월 16일  |
| 8화        | 예술둥실둥실      | 2024년 9월 17일  |
| 9화        | 직물물속 여행     | 2024년 9월 23일  |
| 10화       | 파도액체          | 2024년 9월 24일  |
| 11화       | 겨울나라기차      | 2024년 9월 30일  |
| 12화       | 발사놀이공원      | 2024년 10월 1일  |
| 13화       | 과일과 야채건더기 | 2024년 10월 7일  |
| 14화       | 물놀이장마술      | 2024년 10월 8일  |
| 15화       | 모래미로 찾기     | 2024년 10월 14일 |
| 16화       | 조명분류          | 2024년 10월 15일 |
| 17화       | 색깔무늬          | 2024년 10월 21일 |
| 18화       | 계절운동경기      | 2024년 10월 22일 |
| 19화       | 위장용수철        | 2024년 10월 28일 |
| 20화       | 풍선태엽          | 2024년 10월 29일 |
| 최종화(21) | 비누방울통통튀기  | 2024년 11월 4일  |